# Conobrium occidentalis
Conobrium occidentalis är en skalbaggsart som beskrevs av Karl Adlbauer 2003. Conobrium occidentalis ingår i släktet Conobrium och familjen långhorningar. Inga underarter finns listade i Catalogue of Life.